# Hippichthys cyanospilos
Hippichthys cyanospilos és una espècie de peix de la família dels singnàtids i de l'ordre dels singnatiformes.

## Morfologia
- Els adults poden assolir fins a 16 cm de longitud total.[1][2]

## Reproducció
És ovovivípar i el mascle transporta els ous en una bossa ventral, la qual es troba a sota de la cua.

## Hàbitat
És un peix demersal i de clima tropical.

## Distribució geogràfica
Es troba des del nord del Mar Roig i l'Àfrica oriental fins a Fiji.